# Suka Negeri (Talang Padang)
Suka Negeri is een bestuurslaag in het regentschap Tanggamus van de provincie Lampung, Indonesië. Suka Negeri telt 247 inwoners (volkstelling 2010).